# Almendras de Jordania

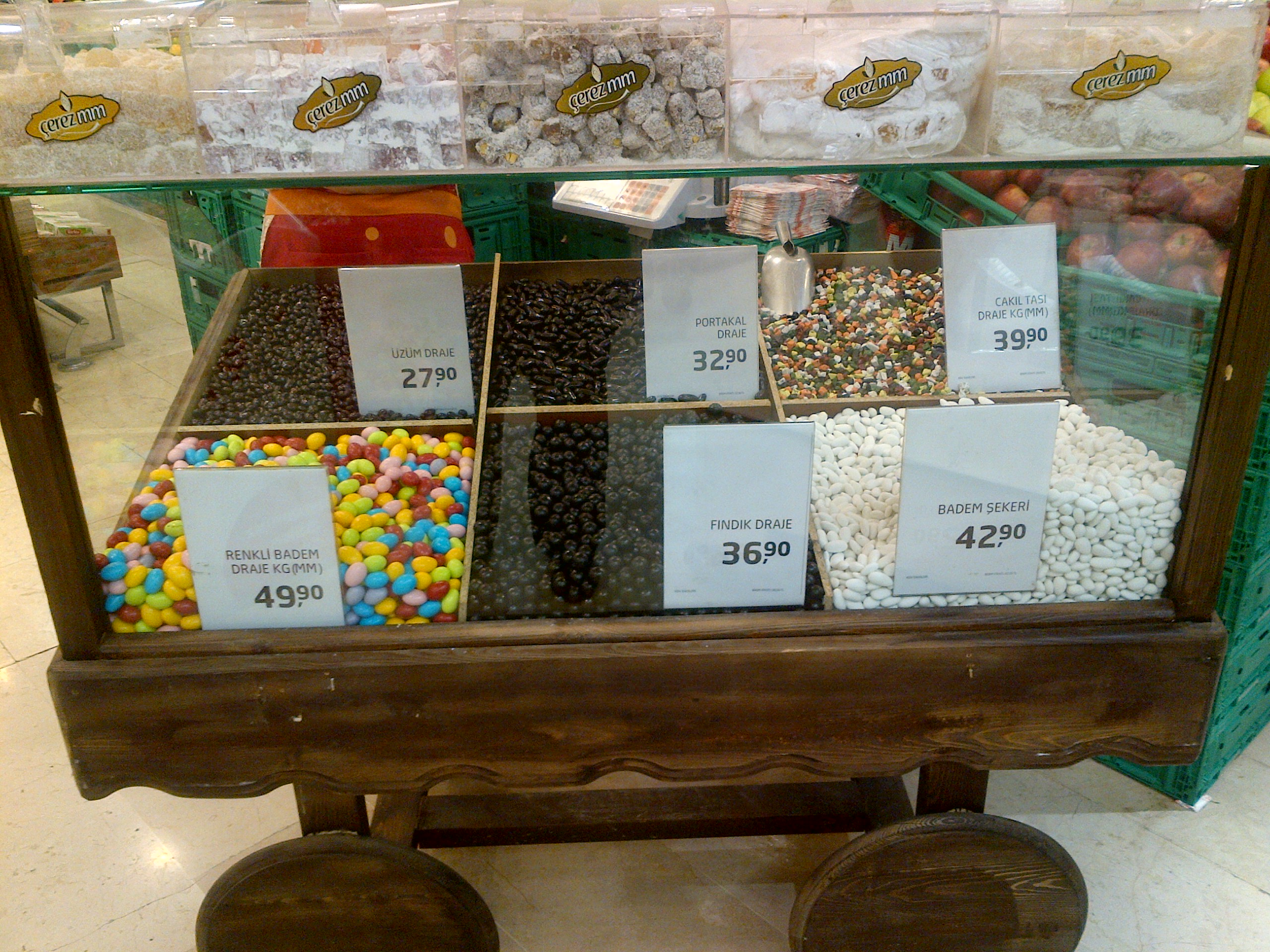
Badem şekeri, los blancos a la derecha, tradicionales, y los de color, a la izquierda, una novedad en la cultura turca.

Las almendras de Jordania, también conocidas como almendras garrapiñadas o confeti, son un tipo de caramelos que consisten en almendras cubiertas con una capa de caramelo en varios colores, originarios de la ciudad francesa de Verdun,se piensa que el término "almendra de Jordania" sería una deformación de "almendra de Verdun" ya que en francés las dos palabras suenan parecidas. Oficiamente, el término 'Almendras de Jordania' vino de la palabra francesa 'jardin', que significa 'jardín', 'una almendra cultivada'. Otra fuente de información indicó que en un momento el término se refería a una variedad de almendras originarias del Río Jordán, caracterizada por sus cáscaras largas, delgadas, suaves, gruesas y pesadas.
Las almendras de Jordania comúnmente vienen en pasteles, en colores como lila, amarillo pálido, azul claro, verde luz y negro. Los colores se asocian tradicionalmente con los acontecimientos de la vida, como almendras de Jordania blancas para bodas, almendras de Jordania rojas para graduaciones y almendras de Jordania amarillas, rosadas o azules para baby showers o bautismos.

## Variante turca

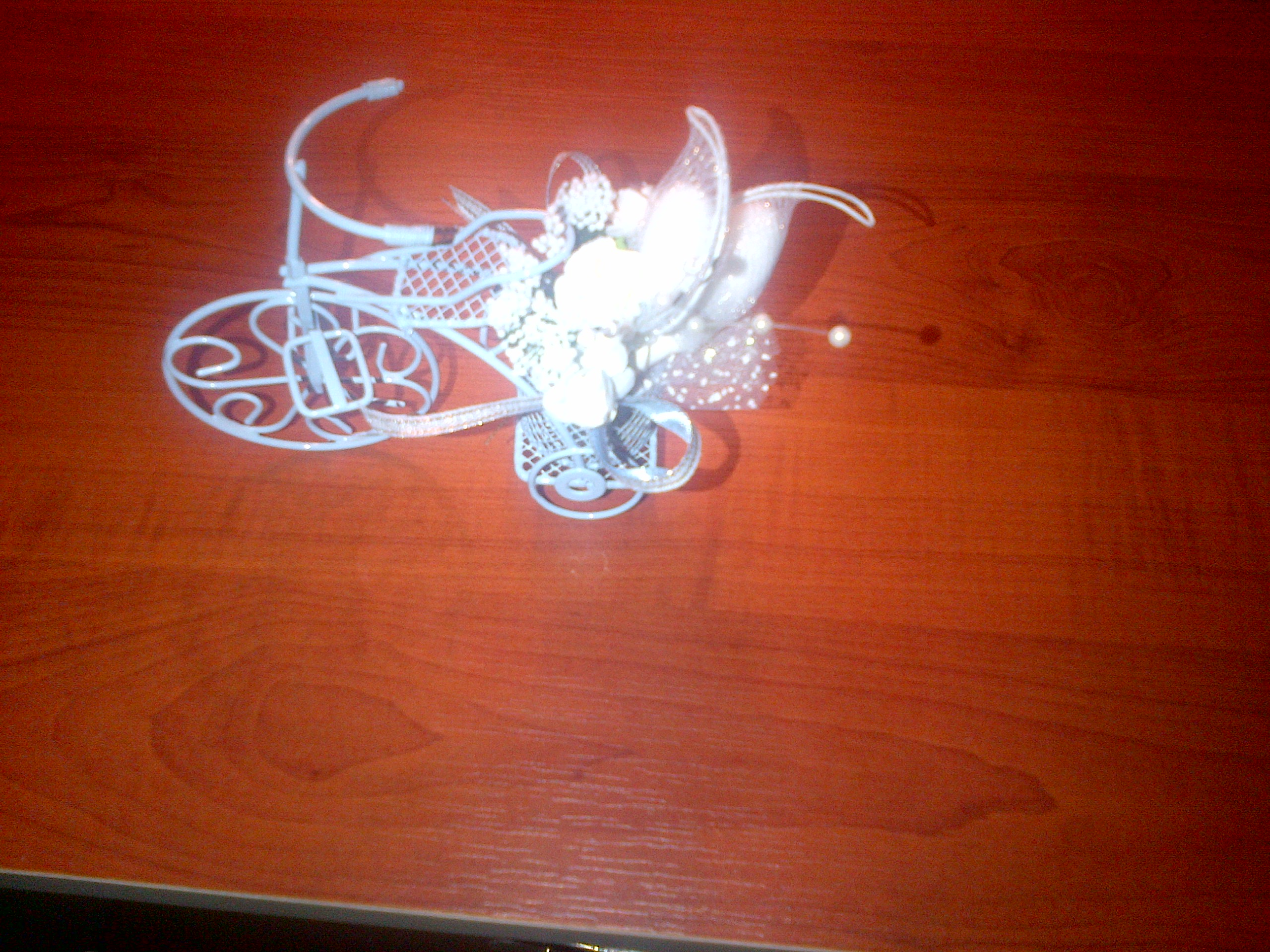
"Gelin şekeri", "nikah şekeri" o "düğün şekeri" (Dulces de novia, dulces de matrimonio o dulces de boda) es una tradición turca de regalar a los invitados una bolsita de "badem şekeri" con algún monito en las bodas. En la imagen, el monito es un triciclo de alambre.

En Turquía se consideran un dulce tradicional turco y casi siempre son de color blanco. Se llaman "badem şekeri", que significa dulce de almendra en idioma turco. Es tradicional, en las bodas, regalar una bolsita de "badem şekeri" con un monito (por ejemplo, una figurita de pastel de bodas) y los nombres de los novios en un papelito atado a la bolsa.